# Ren stämning
Ren stämning är en stämning av skalans toner som baseras på vissa intervall i den harmoniska deltonserien.
Deltonerna 4:5:6 i den harmoniska deltonserien bildar en så kallad ren durtreklang som ligger till grund för den rena stämningen. Om man kombinerar tre sådana treklanger får man tonmaterial till en skala.
Ren stämning karaktäriseras av rena terser samt näst intill rena kvarter och kvinter (med några undantag). Heltonstegen är dock olika stora på olika platser i skalan (9/8 respektive 10/9), vilket omöjliggör transponering. På de flesta instrument med fast tonhöjd är systemet därmed inte möjligt att använda, då antalet användbara tonarter/ackord skulle bli alltför litet. Ett undantag är borduninstrument, exempelvis säckpipa och lira, där den ständigt bakomliggande borduntonen utgör en referenston som påtvingar ren stämning av melodiskalan.   
På instrument med fri tonhöjd (som stråkinstrument och sång) stäms terserna rent för varje ackord.